# Mueve la colita
Mueve la colita è un singolo interpretato da Dj El Gato. Ispirato nella hit "Follow the leader" dei Soca Boys del 1998, è stato rielaborato mantenendo la stessa struttura ma facendo una versione spagnola.
Grazie al passaparola dei dj di musica latinoamericana e al suo famosissimo balletto studiato appositamente per il brano dal Dj El Gato, divenne subito hit nei locali. Ci fu tanto interesse che venne riproposto anche da altri gruppi musicali.
Incluso nell'album EP La Mamba dei Los Locos del 2001, ha avuto un successo planetario in quanto abbinato ad un ballo di gruppo ballato in molti villaggi turistici del mondo. Il brano nella versione originale di Dj El Gato è stato inserito nella colonna sonora del film La grande bellezza di Paolo Sorrentino (2013).
Mueve la colita è stata portata al successo dai Los Locos duo italiano di musica latino americana formato da Roberto Boribello e da Paolo Franchetto, con questo brano sono stati ospiti di innumerevoli trasmissioni televisive, sia Rai sia Mediaset. È stato anche proposto più volte in concerti all'estero, in serate in Russia e Sudamerica e in molte altre nazioni. Tuttora è ballatissimo in locali e villaggi.